# Операция «Трест»
Операция «Трест» — контрразведывательная операция ВЧК-ГПУ-ОГПУ, проходившая в 1921—1927 годах. В её ходе была создана фальшивая организация антибольшевистского подполья «Монархическое объединение Центральной России» (МОЦР), чтобы помочь советским спецслужбам выявить настоящих монархистов и антибольшевиков. К успехам операции принадлежит, в частности, заманивание британского шпиона Сиднея Рейли в СССР, где он был арестован и позже казнён.

## Операция

### Предыстория
По мнению историков, предысторией начала операции «Трест» была поездка Александра Якушева, высокопоставленного чиновника Народного комиссариата внешней торговли, за границу. Во время командировки Якушев вошёл в контакт с одним из представителей Белой эмиграции. Об этом контакте стало известно в ВЧК, и Якушев был арестован. Считается, что идея операции впервые была высказана А. Х. Артузовым, которому удалось склонить Якушева возглавить фиктивную монархическую организацию (МОЦР) и тем самым принять участие в многоходовой операции ВЧК против Белого движения за границей и противников советской власти внутри страны. Кураторами операции стали А. Х. Артузов и В. А. Стырна.

### Ход операции

#### Начало
ГПУ удалось привлечь в создаваемую чекистами монархическую организацию некоторых бывших высокопоставленных офицеров Российской империи. Примером может служить генерал Н. М. Потапов, который выступал в операции в качестве военного руководителя организации. Ещё одним представителем царского генералитета был А. Зайончковский. В состав политического совета организации вошли также черниговский помещик камергер Ртищев, балтийский барон Остен-Сакен, нефтепромышленник Мирзоев, тайный советник Путилов. Для конспирации созданную организацию назвали «Трест». Начиная контрразведывательную игру, чекисты ставили перед собой следующие задачи:
1. Привлечь в организацию как можно больше сочувствующих Белому движению внутри страны и тем самым поставить их под контроль.
2. Установить связь с эмигрантскими центрами за рубежом и попытаться разложить их.
3. Выйти на контакт с иностранными разведками и выявить их агентуру.

Для того, чтобы выйти на зарубежные центры, в Европе была создана ячейка МОЦР, которую возглавил бывший белый офицер Юрий Артамонов. Встреча А. А. Якушева с членами ячейки и другими представителями Белого движения в Европе состоялась в декабре 1922 года в Берлине. В целом Якушеву удалось произвести впечатление и МОЦР была поддержана. Впоследствии Якушев ещё несколько раз приезжал в Европу и встречался с видными монархистами, среди которых был и Великий князь Дмитрий Павлович. Видимо под воздействием Якушева в Белом движении Европы появились идеи отказа от вооружённого захвата власти и возможности оставить в России советскую форму управления, но без большевиков. По результатам встреч руководители операций поняли, что работу в первую очередь следует вести с организацией генерала А. П. Кутепова, сторонника террористических действий в отношении большевиков.
В 1923 году в Россию прибыли эмиссары от генерала Кутепова, Мария Захарченко и Георгий Радкевич, которые были в России около двух недель и на которых члены и сама организация МОЦР произвели самое благоприятное впечатление: «Чувствуется большая спайка, сила и уверенность в себе. Несомненно, что у них большие возможности, связь с иностранцами, смелость в работе и умение держаться». Предоставленная чекистами информация об источниках финансирования организации также не вызвала у эмиссаров какого-либо подозрения. В дальнейшем Захарченко много раз переходила границу через организованное чекистами «окно» и являлась ярой сторонницей сотрудничества Кутеповской организации и МОЦР.

#### Сидней Рейли
Зимой 1925 года Рейли получил письмо от своего соратника по английской разведке Дж. Хилла, в котором тот сообщал о подпольной антисоветской организации в Москве и желании её представителей встретиться с Рейли прямо там для обсуждения важных вопросов. Завязалась переписка с Якушевым, перед которым чекистами была поставлена задача во что бы то ни стоило заманить Рейли в Москву.
В конце марта 1925 года Рейли дал понять, что готов ехать в Москву. Якушев и Захарченко встретились с Рейли в Хельсинки и настолько убедили его в безопасности посещения СССР, что он написал жене: «Я уезжаю сегодня вечером и возвращусь во вторник. Никакого риска… Если случайно буду арестован, это будет не более как по незначительному обвинению. Мои новые друзья настолько могущественны, что добьются моего освобождения»". О согласии Рейли приехать было доложено Дзержинскому и тот дал добро на проведение операции по его захвату. 25 сентября Рейли перешел границу в условленном месте. Предупрежденный пограничник доставил Рейли в Парголово и посадил на поезд, идущий в Ленинград. В вагоне Рейли встретили Якушев и чекист Щукин (Г. С. Сыроежкин). Добравшись до Москвы, Рейли принял участие в заседании политического совета МОЦР. На заседании, в частности, Рейли предложил МОЦР вступить в контакт с английской разведкой. Попрощавшись с членами МОЦР (чекистами) Рейли отправился на вокзал, но был доставлен во внутреннюю тюрьму Лубянки. В ночь на 29 сентября на границе с Финляндией была разыграна сцена с перестрелкой, в которой якобы погиб Рейли.
В тюрьме Рейли допрашивали Р. А. Пиляр, Г. Г. Ягода, В. А. Стырне. Рейли отказывался говорить. Было принято решение о расстреле.

#### В. В. Шульгин
Одним из ярых сторонников МОЦР был влиятельный деятель Белого движения В. В. Шульгин, который хотел лично убедиться в возможностях этой организации и её монархической направленности. Кроме того, у Шульгина были личные мотивы поездки в Россию. Его старший сын пропал без вести во время Гражданской войны и он просил А. А. Якушева помочь ему в поисках сына, которого якобы видели в Виннице. В отличие от Б. В. Савинкова и Сидней Рейли, которые представляли реальную опасность для Советской власти, Шульгин мог в дальнейшем сыграть положительную роль в силу своей известности среди русской эмиграции.
Осенью 1925 года Шульгин выехал в Польшу для подготовки к переходу границы. Переход осуществился через несколько месяцев. Через устроенное чекистами «окно» Шульгин попал на территорию СССР. Сопровождал Шульгина на советской территории некий Иван Иванович (чекист М. Криницкий). В сопровождении чекистов Шульгин посетил три города Москву, Киев и Ленинград. После возвращения в Европу Шульгин написал в книге (по совету Якушева) «Три столицы»: «Я был в совершенном восторге от моих ‘контрабандистов’». «Контрабандистами» Шульгин называл чекистов, которые сопровождали его в поездках по Советскому Союзу. Перед печатанием книги «Три столицы», она была отправлена руководителям Треста в России для корректировки и вернулась практически без всякого изменения. Из неё были убраны только детали перехода границы. Цензором книги было ГПУ.

#### Конец операции
В декабре 1926 года А. А. Якушев последний раз побывал в Европе. В ГПУ становилось ясно, что операцию «Трест» следует заканчивать. Свою роль она выполнила: пять лет сдерживала боевой настрой террористических групп белой эмиграции, были захвачены важные участники антисоветского движения, были проведены операции по дезинформации западных спецслужб. Весной 1927 года подозрения тех, кто не верил в организацию «Трест», наконец, стали подтверждаться. В эмигрантских газетах стали появляться туманные сообщения о ликвидации в Москве какой-то монархической организации, якобы сотрудничавшей с Кутеповым. Как сообщалось, выдал организацию некий Стауниц, он же Касаткин, он же А. О. Опперпут, он же Селяников — агент ГПУ.

## Факты
Некоторые современные исследователи[кто?] полагают, что есть основания считать, что и Савинков и Сидней Рейли подозревали, что с ними ведется игра, и поехали в Советский Союз по личным причинам.
Западный историк Джон Костелло, который имел ограниченный доступ к документам операции, вспоминал, что общий объём бумаг составлял тридцать семь томов, а материалы состояли из такого хитросплетения двойных агентов, замены кодовых имён, и запутанных обманных операций, что российским историкам из разведывательных служб не просто отделить факты от вымыслов.
По словам В. Н. Митрохина, документы операции «Трест» хранились в специальной архивной коллекции ФСБ на Лубянке.
В процессе операции происходила дезинформация западных разведок. Запросы западных спецслужб иногда были довольно экзотичны, например английскую разведку почему-то интересовало устройство и снаряжение противогаза для лошадей. Польская разведка предлагала Якушеву 10 тысяч долларов, если он раздобудет советский мобилизационный план. Полякам был передан материал, специально подготовленный дезинформационным бюро ОГПУ.

## В культуре
- События легли в основу романа советского писателя Л. В. Никулина «Мёртвая зыбь» (1965).
- В 1967 году был выпущен многосерийный приключенческий фильм «Операция „Трест“», являющийся экранизацией романа «Мёртвая зыбь».
- В 2005 году в сборнике «Россия забытая и неизвестная. Белое движение» опубликована документальная повесть С. Л. Войцеховского «Трест». (Впервые была опубликована: Канада, 1974 год).